# جزء الغدة النخامية المتوسط
جزء الغدة النخامية المتوسط الجزء المتوسط هو الحد الفاصل بين الفصين الأمامي والخلفي من الغدة النخامية. يحتوي على ثلاثة أنواع من الخلايا: الخلايا القاعدية، الخلايا الصبغية، والأكياس المليئة بالغرويات. الأكياس هي ما يتبقى من حقيبة راثكي. 
في الحياة الجنينية البشرية، هذه المنطقة تنتج هرمون تحفيز الخلايا الصباغية أو كاختصار (الهرمون المحفز لصبغة الميلانين MSH) الذي يسبب إطلاق صبغة الميلانين في الخلايا الصباغية الجلدية (الخلايا الصبغية). مع ذلك، فإن الجزء الوسيط يكون عادة إما صغير جدا أو غائب تماما في مرحلة البلوغ. 
في الفقاريات الدنيا (الأسماك والبرمائيات) الهرمون المحفز لصبغة الميلانين من الجزء الوسيط هو المسؤول عن اسمرار الجلد، وغالبا كاستجابة للتغيرات في لون الخلفية. ويرجع تغير اللون إلى أن الهرمون المحفز لصبغة الميلانين يحفز تشتت صبغة الميلانين في (البشرة) خلايا الجلد الميلانية.